# Kamen Rider Gavv
Kamen Rider Gavv (仮面ライダーガヴ Kamen Raidā Gavu) là một bộ phim truyền hình Nhật Bản, là phần thứ 35 của loạt phim Kamen Rider của Toei và là loạt phim thứ sáu ra mắt trong thời kỳ Lệnh Hòa. Bộ phim ra mắt vào ngày 1 tháng 9 năm 2024, tham gia cùng Bakuage Sentai Boonboomger và No.1 Sentai Gozyuger  trong  Super Hero Time sau tập cuối của Kamen Rider Gotchard.
Tại Việt Nam, bộ phim được Skyline Media mua bản quyền và phát sóng.